# Partit Comunista Mexicà
El Partit Comunista Mexicà (PCM) de tendència marxista-leninista, és un partit polític històric de Mèxic, va existir oficialment entre 1919 i 1981, enfrontant un llarg procés de reconstrucció de 1981 a 2006, va ser legal a partir de 1979.
El PCM és el partit històric de l'esquerra mexicà, al llarg de la seva història va sofrir escissions, reunificacions, passos per la clandestinitat, guerra bruta i canvis doctrinaris. Després de la desaparició del partit, alguns dels seus membres van passar al Partit Socialista Unificat de Mèxic i d'aquí al Partit de la Revolució Democràtica.

## Història
Fou fundat el 1911 amb el nom de Partido Socialista Obrero per l'intel·lectual d'esquerra radical bengalí Manabendra Nath Roy. Va canviar el seu nom el novembre de 1919 a Partido Comunista Mexicano arran del triomf de la Revolució russa de 1917, va ser declarat il·legal el 1929. El 1935, sota el règim del president Lázaro Cárdenas del Río, recupera el seu registre com a partit legal. El 1940 novament va tornar a la clandestinitat.
Durant l'any de 1921 el PCM va ser el nucli formador de la Confederació General de Treballadors (CGT), això com a part dels esforços de descentralitzar la CROM, l'organització obrera més poderosa de l'època i que provava no ser de real suport amb els treballadors.
La CGT va adoptar com a principis fonamentals la lluita de classes i l'acció directa, que implicava l'exclusió de tota classe de participació política i encara que aquesta organització neix vinculada a la Internacional Sindical Vermella, dirigida per Moscou, en realitzar el seu primer Congrés, la influència dels anarquistes propicia la seva separació de la Internacional i el trencament amb els comunistes del país.
El 24 de febrer de 1936, durant el període cardenista el PCM va ser el nucli formador de la Confederació de Treballadors de Mèxic (CTM) amb la finalitat de limitar a organitzacions com la CROM.
Durant els seus primers anys, el PCM va viure els mateixos conflictes ideològics que va enfrontar el moviment comunista al món, aquests provocats per la divisió entre estalinisme i trotskisme que va causar conflictes al seu interior relacionats amb els seus militants cèlebres com Diego Rivera qui va ser expulsat del partit i Frida Kahlo (qui va ser amant de Trotskij), entre d'altres, pel seu respatller a Lev Trotskij, mentre altres com David Alfaro Siqueiros romanien fidels al moviment estalinista, no obstant això el partit contínuament es va a deslligar dels actes dels seus simpatitzants estalinistes donant un gir cap al revisionisme i posteriorment cap a l'anomenat eurocomunisme.
Les dècades de 1950 i 1960 van ser particularment dures per a aquesta organització, perquè els governs mexicans de l'època el van combatre aferrissadament sovint al marge de la llei i amb procediments de guerra bruta que van arribar al seu clímax durant el Moviment estudiantil de 1968. El PCM va evolucionar cap a postures més moderades identificades amb l'eurocomunisme que el portaria en gran part cap a la seva dissolució en els anys 80, cosa que per a alguns dels seus exsecretaris generals va ser considerada com "un triomf". A mitjans de la dècada de 1960 el Departament d'Estat dels Estats Units estimà el nombre de membres del partit en uns 50.000 (0,28% de la classe treballadora del país).
El 1976 el PCM va postular com a candidat presidencial al capdavanter ferrocarriler Valentín Campa. Va rebre al voltant d'un milió de vots, els quals, a causa de la falta de registre legal del candidat, no van ser vàlids oficialment. En conseqüència i com un pas necessari davant els conflictes polítics del país, el nou president José López Portillo i el seu Secretari de Governació Jesús Reyes Heroles van emprendre negociacions amb les organitzacions d'esquerra que van desembocar en l'àmplia reforma política de 1977 que li va atorgar registre al PCM i a altres partits polítics d'esquerra, la qual cosa els va permetre participar en les eleccions legislatives de 1979 i obtenir per primera vegada en la història la seva primera presidència municipal a Alcozauca de Guerrero, i 18 diputats per representació proporcional en la LI Legislatura.
Finalment el 1981 amb un esforç per aconseguir la unificació de totes les forces d'esquerra, el PCM decidí fusionar-se amb el Movimiento de Acción y Unidad Socialista, el Partido del Pueblo Mexicano i el Movimiento de Acción Popular constituint un nou partit polític que denominat Partit Socialista Unificat de Mèxic, que després es fusionaria amb altres corrents sortides del PRI per formar el Partit de la Revolució Democràtica.
Cal agregar que la història del Partit Comunista Mexicà com a tal, no conclou en 1981. La decisió de dissoldre el partit i formar el PSUM no va ser recolzada per la totalitat de la base del CM, resultant que un grup de cèl·lules desconegués la decisió del comitè central i declarés nul·la la dissolució del partit. Com a resultat, l'òrgan oficial del *PCM (La Voz de México) va continuar publicant-se i en 2006 va canviar el seu nom a "Resurgimiento".

## Secretaris Generals del PCM
- (1919 - 1924): José Allen i Linn Gale
- (1923 - 1924): José Allen
- (1924 - 1929): Rafael Carrillo Azpeitia
- (1929 - 1940): Hernán Laborde
- (1940 - 1959): Dionisio Encina
- (1959 - 1963): Secretariat General col·lectiu
- (1963 - 1981): Arnoldo Martínez Verdugo

## Candidats a la Presidència de la República
- (1924): Plutarco Elías Calles
- (1929): Pedro Rodríguez Triana
- (1934): Hernán Laborde
- (1952): Vicente Lombardo Toledano
- (1964): Ramón Danzós Palomino
- (1976): Valentín Campa